# Dactinomicină
Dactinomicina (denumită și actinomicină D) este un agent chimioterapic utilizat în tratamentul unor cancere, de obicei în asociere cu alte antineoplazice. Este formată din două peptide ciclice legate printr-un nucleu de fenoxazină. Căile de administrare disponibile sunt: intravenos, intramuscular, subcutanat și intrapleural. Este și un antibiotic.
Molecula a fost izolată de la Streptomyces parvullus și a fost aprobată pentru uz medical în Statele Unite ale Americii în anul 1964. Se află pe lista medicamentelor esențiale ale Organizației Mondiale a Sănătății.

## Utilizări medicale
Dactinomicina este utilizată în tratamentul următoarelor forme de cancer:
- tumori Wilms[11]
- rabdomiosarcom[12]
- sarcom Ewing[13]
- sarcom Kaposi
- cancer testicular